# Трёхцепочечная ДНК

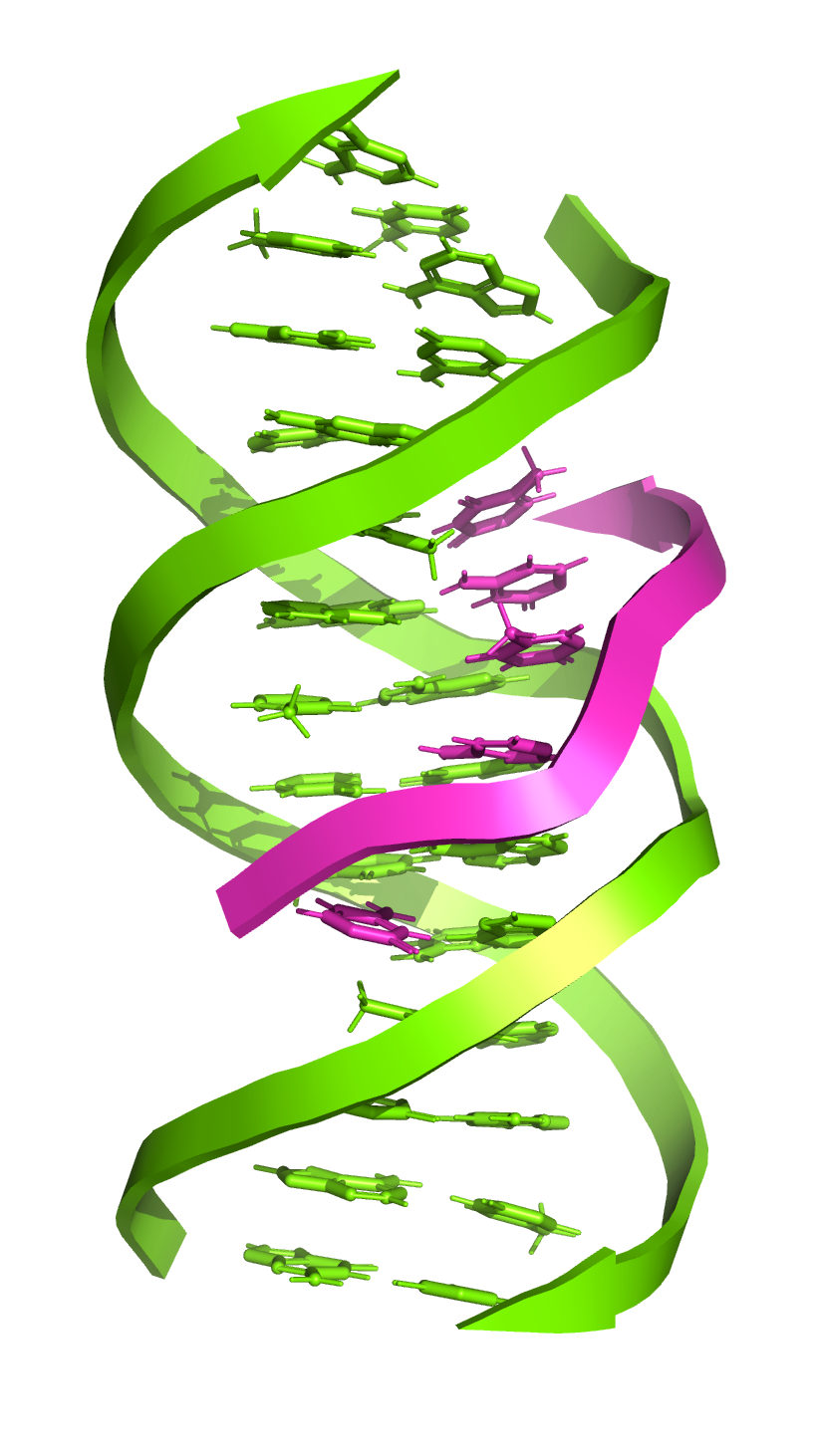
Трёхцепочечная ДНК. Стрелки указывают на направление от 5'-конца к 3'-концу

Трёхцепочечная ДНК, H-ДНК или три́плекс-ДНК — форма ДНК, в которой три олигонуклеотида обвивают друг друга, формируя тройную спираль. В трёхцепочечной ДНК третья цепь ДНК связывается с двуцепочечной B-формой ДНК, сформированной за счёт уотсон—криковских взаимодействий, с помощью хугстиновских взаимодействий или обратных хугстиновских водородных связей. Трёхцепочечная ДНК может мешать нормальной репликации и повышать частоту мутаций в области формирования.
Триплекс-формирующими олигонуклеотидами (ТФО) называют олигонуклеотиды длиной 15—25 нуклеотидов, которые связываются с большой бороздкой двухцепочечной ДНК, образуя межмолекулярную триплексную ДНК. ТФО могут подавлять транскрипцию за счёт связывания с двойной спиралью ДНК, поскольку при этом сайты связывания транскрипционных факторов оказываются недоступны. Введение ТФО в клетку может быть использовано для контроля экспрессии генов, сайт-направленного мутагенеза и в перспективе может стать одной из стратегий генной терапии.

## Структура

### Хугстиновские пары оснований

Наиболее стабильные хугстиновские пары: T—A*T и C—G*G

Тимин (T) может взаимодействовать с уотсон—криковской парой T—A посредством хугстиновской водородной связи. Тимин формирует водородные связи с аденином в исходной паре T—A с образованием триплета вида T—A*T. В кислой среде протонированный цитозин (C+) может взаимодействовать с парой C—G также посредством хугстиновских взаимодействий, образуя триплет C—G*C+. Триплеты T—A*T и C—G*C+ — это самые стабильные из возможных триплетов, в то время как триплеты T—A*G и C—G*G являются наименее стабильными.

### Внутримолекулярные и межмолекулярные взаимодействия

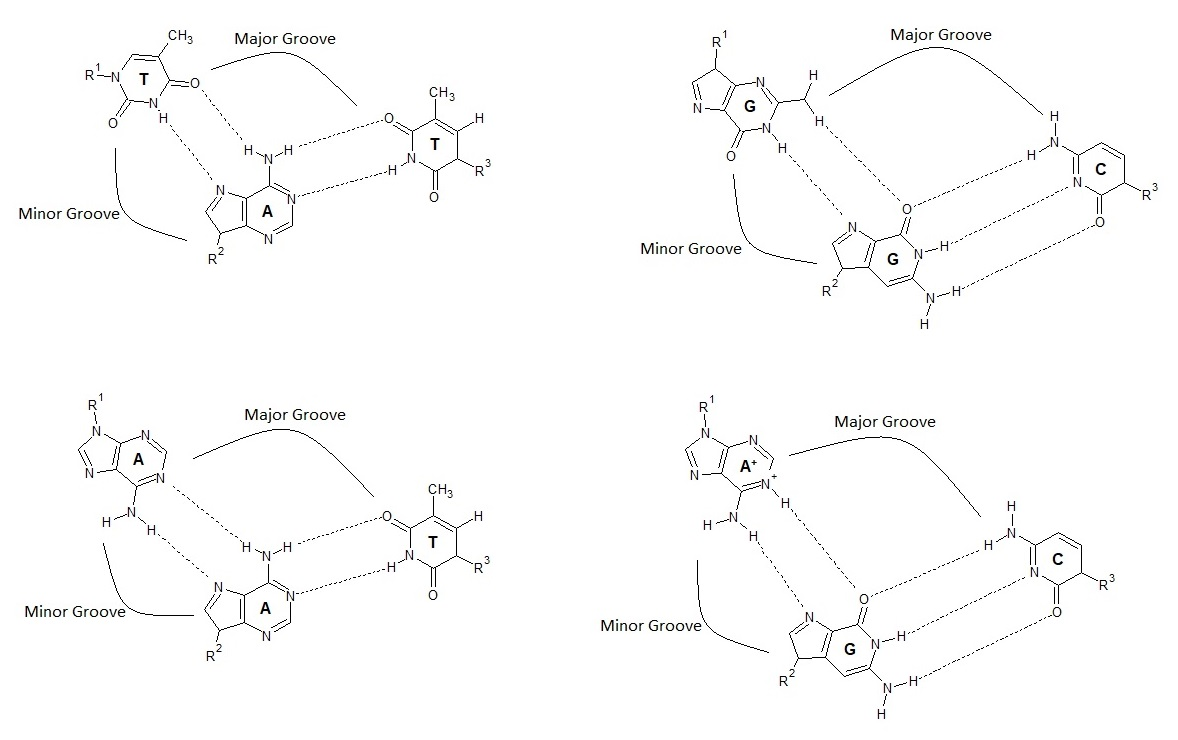
Триады оснований в H-ДНК: C—G*G, T—A*A, T—A*T и C—G*A^{+}

Существует два класса трёхцепочечных ДНК: внутримолекулярные и межмолекулярные. В случае межмолекулярной триплексной ДНК связь образуется между дуплексом ДНК и ещё одной, внешней цепью ДНК, которая может быть как из гомологичной хромосомы, так и являться триплекс-формирующим нуклеотидом (англ. triplex forming oligonucleotide, TFO). Внутримолекулярная трёхцепочечная ДНК формируется из дуплекса с гомопуриновыми и гомопиримидиновыми участками с повторяющейся зеркальной симметрией. На количество сформированной внутримолекулярной трёхцепочечной ДНК влияет степень сверхспирализации ДНК. Выделяют два типа внутримолекулярной триплексной ДНК: H-ДНК и H*-ДНК. H-ДНК формируется в кислой среде в присутствии двухвалентных катионов, таких как Mg2+. В этой конформации гомопиримидиновая цепь в дуплексе выворачивается назад, чтобы связаться параллельным образом с пуриновой цепью. Эту конформацию стабилизируют триады оснований T—A*T и C—G*A+. В случае последней триады цитозин должен быть протонирован, именно поэтому для формирования H-ДНК необходима кислая среда. H*-ДНК образуется при нейтральных значениях pH в присутствии двухвалентных катионов. В случае H*-ДНК гомопиримидиновая и пуриновая цепи связываются друг с другом антипараллельно. H*-ДНК стабилизируется за счет триад T—A*A и C—G*G.

## Образование

### Триплекс-формирующие олигонуклеотиды
Триплекс-формирующими олигонуклеотидами (ТФО) называют олигонуклеотиды длиной 15—25 нуклеотидов, которые связываются с большой бороздкой двухцепочечной ДНК, образуя межмолекулярную триплексную ДНК. Получен ряд свидетельств того, что in vivo эти олигонуклеотиды могут принимать участие в регуляции экспрессии генов. 
ТФО, как правило, связываются с гомопуриновыми или гомопиримидиновыми участками, которые наиболее часто встречаются в области промоторов и интронов в составе генов. ТФО могут подавлять транскрипцию за счёт связывания с двойной спиралью ДНК, поскольку при этом сайты связывания транскрипционных факторов оказываются недоступны. Введение ТФО в клетку с помощью трансфекции или иными способами может быть использовано для контроля экспрессии генов, сайт-направленного мутагенеза и в перспективе может стать одной из стратегий генной терапии. Например, в 2004 году был создан ТФО, который специфично связывает промотор гена, кодирующего транскрипционный фактор ETS2, оверэкспрессия которого часто наблюдается при раке простаты. Разработан ТФО, который специфично взаимодействует с промотором гена bcl-2, кодирующего белок-репрессор апоптоза.
Подавление транскрипции в результате образования трёхцепочечной ДНК может лежать в основе заболеваний и патологических состояний человека. Так, при атаксии Фридрейха образование H-ДНК блокирует экспрессию интрона 1 гена FXN. В конечном итоге это приводит к запуску нейродегенеративных процессов в нервной системе и двигательным нарушениям в конечностях. Образование триплексной ДНК может распознаваться системой эксцизионной репарации нуклеотидов, которая восстанавливает двухцепочечную структуру ДНК.

### Пептидонуклеиновые кислоты

Структура пептидонуклеиновой кислоты. Идентификатор в Protein Data Bank 1PNN

С дуплексной ДНК также могут взаимодействовать синтетические пептидонуклеиновые кислоты (ПНК), у которых сахарофосфатный остов заменен псевдопептидным скелетом. Когда пептидонуклеиновая кислота связывается с дуплексной ДНК, то одна из цепей ДНК вытесняется, и образуется P-петля. Пептидонуклеиновые кислоты устойчивы к действию протеаз и могут быть использованы для запуска репарации в локусе-мишени из-за формирования H-ДНК. ПНК могут связываться с комплементарной цепочкой ДНК с высоким сродством и специфичностью посредством уотсон—криковских взаимодействий. При формировании триплексной ДНК ПНК взаимодействует с дуплексом посредством хугстиновских взаимодействий. В отличие от настоящей триплексной ДНК, гибрид ПНК и двуцепочечной ДНК стабилен, поскольку в состав ПНК входит не отрицательно заряженный сахарофосфатный остов, а нейтральный псевдопептидный скелет. В отличие от ТФО, которые связываются с дуплексной ДНК в области большой бороздки, ПНК взаимодействуют с двойной спиралью ДНК по-разному. 
Последовательность дуплексной ДНК смешанного состава может быть распознана парой псевдокомплементарных ПНК, которые могут осуществлять двойную инвазию в спираль ДНК за счет одновременного образования диаминопурина (D) и тиоурацила (US), которые заменяют аденин и тимин соответственно. Псевдокомплементарные ПНК образуют спирали состава ПНК:ДНК с каждой из цепей дуплекса за счёт образования пар D—T, US—A, G—C и С—G. Другую форма инвазии дуплекса может осуществлять гомопуриновая ПНК за счёт комплементарного взаимодействия с антипараллельной цепью ДНК.
Наконец, ПНК могут образовывать «зажим» (англ. clamp) на сайте-мишени в результате химической модификации. Один вид «зажима» включает структуру из двух ПНК, соединённых гибким линкером — 8-амино-3,6-диоксаоктаноевой кислотой. Эта структура образует триплекс состава ПНК:ДНК:ПНК в сайте-мишени, причем одна из ПНК взаимодействует с антипараллельной цепью ДНК с помощью уотсон-криковских пар, а другая цепь формирует хугстиновские пары с другой цепью, причем вторая цепь обязательно должна содержать гомопуриновый или гомопиримидиновый участок, с которым взаимодействует ПНК. Другая форма «зажима» известна как «хвостовой зажим» (англ. tail clamp). Она состоит из «зажима» ПНК:ДНК:ПНК и дополнительного дуплекса ДНК:ПНК, который формирует «хвост» длиной 5—10 пар оснований. В этом случае необходимости в гомопуриновом или гомопиримидиновом участке в исходном дуплексе ДНК нет.

## Функции
Формирование такой нестабильной структуры, как H-ДНК, может стать причиной геномной нестабильности в месте ее появления. Например, рядом с промотором P1 гена c-MYC присутствуют полипуриновые участки, способные к формированию триплексной ДНК, причем её образование приводит к повышению нестабильности вблизи c-MYC. Эксперименты на трансгенных мышах показали, что внедрение человеческих последовательностей, склонных к переходу в триплексное состояние, вместе с последовательностями, которые могут перейти в Z-ДНК, в участки генома, для которых не было известно случаев генетической нестабильности, приводит к появлению нестабильности в них. Кроме того, известно, что формирование H-ДНК может способствовать транслокациям между 14 и 18 хромосомами, которые лежат в основе многих видов рака, например, фолликулярной лимфомы. Учёные показали, что снижение вероятности формирования H-ДНК снижает и вероятность транслокаций. 
Трёхцепочечная ДНК может мешать нормальной репликации и, как и другие неканонические структуры ДНК, повышать частоту мутаций в области формирования. Как отмечалось выше, H-ДНК может представлять собой физическое препятствие для транскрипции. Как показали эксперименты с РНК-полимеразой T7, транскрипционный аппарат не мог преодолеть уотсон-криковские и хугстиновские взаимодействия, связывающие цепи триплекса, что приводило к остановке транскрипции. Остановка транскрипции при столкновении транскрипционной машинерии с H-ДНК активирует сопряжённую с транскрипцией репарацию, из-за действия которой H-ДНК вырезается, приводя к делециям.
Трёхцепочечная ДНК может распознаваться разными нуклеазами. Например, нуклеазы ERCC1-XPF и ERCC1-XPG, задействованные в эксцизионной репарации нуклеотидов, разрезают H-ДНК в области петли, формируемой цепями, которые взаимодействуют при помощи хугстиновских пар, и 5'-концом цепи, которая формирует уотсон-криковские пары. Этот разрыв может приводить к крупным делециям, которые приводят к геномной нестабильности. Нуклеаза FEN1, напротив, препятствует геномной нестабильности. Она, как и ERCC1-XPG, вносит разрыв в H-ДНК на 5'-конце цепи, не участвующей в хугстиновских взаимодействиях. В клетках линии HeLa, лишённых FEN1, количество делеций вблизи H-ДНК больше, чем у клеток с FEN1, причем мутагенный эффект H-ДНК в клетках, лишенных FEN1, был наиболее выражен при репликации ДНК. Таким образом, FEN1 подавляет мутагенез, индуцированный H-ДНК, зависимо от репликации.

## Применение
Как упоминалось выше, ТФО может стать средством генной терапии. Основную сложность в медицинском применении ТФО и пептидонуклеиновых кислот составляет их доставка в клетки. В 2013 году в рамках исследования, нацеленного на изменение экспрессии генов в гемопоэтических клетках, было предложено сшивать молекулы пептидонуклеиновых кислот с пептидом, проникающим в клетки (англ. cell penetrating peptide, CPPs), а также наночастицами из поли(молочно-ко-гликоевой кислоты). С помощью такого подхода авторам работы удалось модифицировать 6 пар оснований в составе гена CCR5, мутации в котором связывают с устойчивостью к ВИЧ. CCPs позволяют беспрепятственно доставлять внутрь клеток небольшие «грузы», такие как небольшие биомолекулы. Поли(молочно-ко-гликоевая кислота) представляет собой биоразлагаемый полимер, в частицы из которого можно заключить молекулы пептидонуклеиновых кислот. Доставка пептидонуклеиновых кислот в составе наночастиц в клетки-мишени была использована в другом исследовании, посвящённом терапии муковисцидоза. Пептидонуклеиновые кислоты вместе с молекулой ДНК-донором были упакованы в наночастицы и доставлены в клетки эпителия бронхов с целью редактирования мутации в гене CFTR. 

## История изучения
В 1950-х годах, когда точная структура ДНК была неизвестна, трёхцепочечная спираль рассматривалась в качестве одной из возможных моделей организации ДНК в клетке. Трёхцепочечную структуру ДНК как наиболее вероятную рассматривали Лайнус Полинг и Роберт Корей (англ. Robert Corey), представившие трёхцепочечную модель ДНК в 1953 году. Уотсон и Крик, впоследствии получившие Нобелевскую премию по химии за определение структуры ДНК, также первоначально склонялись к трёхцепочечной модели, однако они увидели в ней ряд проблем, не согласующихся с имеющимися на тот момент экспериментальными данными. В частности, отрицательно заряженные фосфаты, обращённые к оси спирали, отталкивались бы друг от друга в силу электростатических причин, что делало бы невозможным существование стабильной тройной спирали. В трёхцепочечной модели Полинга и Корей некоторые ван-дер-Ваальсовы расстояния были слишком малы. Р. Фрэйзер (англ. R. Fraser) также предложил свою модель тройной спирали, в которой фосфаты были расположены на поверхности спирали, а внутрь были обращены азотистые основания, однако она не подкреплялась экспериментальными данными.
Альтернативная структура трёхцепочечной ДНК была предложена в 1957 году. Дж. Фензенфельд, Д. Р. Дэвис и А. Рич предсказали, что стабильная трёхцепочечная ДНК может быть сформирована, если одна цепь состоит только из пуриновых нуклеотидов, а две другие — только из пиримидинов. Считалось, что in vivo такая структура формируется только как промежуточный продукт действия белка RecA в ходе рекомбинации у бактерии Escherichia coli. Модели трёхцепочечной ДНК, предложенные в 1960-х годах, предсказывали формирование не уотсон-криковских, а хугстиновских пар в большой бороздке ДНК. Спустя некоторое время была предложена модель трёхцепочечной ДНК, состоящей из одной пиримидиновой и двух пуриновых цепей. Открытие трёхцепочечной ДНК в живых клетках в конце 1980-х годов в составе суперскрученных плазмид показало, что образование H-ДНК в принципе возможно в живых клетках. Кроме того, вскоре было показано, что гомопиримидиновые и некоторые обогащённые пуринами олигонуклеотиды могут связываться со специфическими последовательностями в дуплексной ДНК, приводя к образованию трёхцепочечной ДНК.